# Rolling Quartz
Le Rolling Quartz (롤링쿼츠?) sono un gruppo musicale hard rock sudcoreano, formatosi a Seul nel 2019.

## Storia del gruppo
La loro formazione, composta da cinque ragazze, ha avuto origine nell'agosto del 2019. Le componenti provenivano da due gruppi separati chiamati "Rolling Girlz" e "Rose Quartz", che hanno unito in un unico collettivo, fondendo anche i nomi iniziali e diventando note come "Rolling Quartz". Nei loro primi mesi di carriera si sono esibite in locali minori della capitale della Corea del Sud, soprattutto nella zona di Hongdae, per poi acquisire ulteriore popolarità sulle reti sociali nell'anno successivo alla formazione.
Nel 2020 presero parte al singolo Random, realizzato dal duo di produttori musicali 015B. Il 30 dicembre dello stesso anno debuttarono ufficialmente con la pubblicazione del singolo Blaze, accompagnato da un video musicale diretto e prodotto da Zanybros. Tutte le componenti contribuirono alla produzione del brano, compresi i testi, la composizione e l'arrangiamento.
Il 10 gennaio 2021 il gruppo prese parte all'evento musicale dal vivo Ambitious Girls Rock 1, a fianco di altre colleghe sudcoreane e del Giappone tra cui Vincit, Velvet Sighs e Brats. Nello stesso periodo pubblicarono un album comprendente sia il singolo d'esordio Blaze che una versione strumentale di quest'ultimo. A febbraio la band apparve per la prima volta in un programma televisivo musicale locale, M Countdown. Ad agosto collaborarono con la cantante AleXa in una versione rock del singolo Xtra, proposta dal vivo dalle stesse interpreti nell'edizione asiatica di MTV.
Nel febbraio 2022 pubblicarono l'extended play Fighting.

## Formazione
- Arem (아름) - basso
- Hyunjung (현정) - chitarra
- Iree (아이리) - chitarra
- Jayoung (자영) - voce
- Yeongeun (영은) - batteria

## Discografia

### Extended play
- 2022 – Fighting

### Singoli
- 2020 – Random
- 2021 – Blaze
- 2022 – Hybrid
- 2023 – Fearless
- 2023 – Reminiscence

### Colonne sonore
- 2022 – ONE (BJ멸망전 공식 주제가)
- 2022 – I'm a Loner (feat. Nam Do-hyon)

## Videografia
- 2020 – Random
- 2020 – Blaze
- 2022 – Good Night
- 2022 – Delight
- 2022 – Azalea
- 2022 – Holler
- 2022 – Nazababara
- 2022 – Sing your Heart Out
- 2023 – Fearless
- 2023 – Reminiscence